# Grand L. Bush
Grand Lee Bush (Los Ángeles, California; 24 de diciembre de 1955) es un actor estadounidense conocido por interpretar a Balrog en la película de acción y lucha Street Fighter: La última batalla.
Bush nació en Los Ángeles, California, es hijo de Essie y Robert George W. Bush ha estado casado con la actriz Sharon Crews desde su fundación en 1994.

## Filmografía
| Título                           | Año  | Personaje                                   |
| -------------------------------- | ---- | ------------------------------------------- |
| Hair                             | 1979 | Ensemble Dancer/Solo Artist: Flesh Failures |
| Hard Feelings                    | 1982 | Latham Lockhart                             |
| Vice Squad                       | 1982 | Black Pimp                                  |
| Night Shift                      | 1982 | Mustafa (acreditado como Grand Bush)        |
| Streets of Fire                  | 1984 | Reggie/The Sorels                           |
| Weekend Pass                     | 1984 | Bertram                                     |
| Brewster's Millions              | 1985 | Rudy                                        |
| Hollywood Shuffle                | 1987 | Mandingo                                    |
| Lethal Weapon                    | 1987 | Boyette                                     |
| Colors                           | 1988 | Larry Sylvester                             |
| Die Hard                         | 1988 | Johnson, agente del FBI                     |
| Licence to Kill                  | 1989 | Hawkins                                     |
| Lethal Weapon 2                  | 1989 | Jerry Collins                               |
| Secret Agent 00 Soul             | 1990 | Ben Douglas                                 |
| Bad Influence                    | 1990 | camarero en el club                         |
| The First Power                  | 1990 | obrero en la presa                          |
| The Exorcist III                 | 1990 | Sgt. Adkins                                 |
| Wedlock                          | 1991 | Jasper                                      |
| Freejack                         | 1992 | Boone                                       |
| Maniac Cop III: Badge of Silence | 1993 | Willie                                      |
| Demolition Man                   | 1993 | Zachary Lamb                                |
| Chasers                          | 1994 | Vance Dooley                                |
| Forrest Gump                     | 1994 | líder de los Panteras Negras                |
| Street Fighter                   | 1994 | Balrog                                      |
| Favorite Son                     | 1997 | Rev. Ross                                   |
| Turbulence                       | 1997 | Marshal Al Arquette                         |
| Building Bridges                 | 2000 | Todd Bridges' Papá/Jim                      |
| Shark Hunter                     | 2001 | Rob Harrington                              |
| New Alcatraz                     | 2002 | Sgt. Quinn                                  |

- Datos: Q452552
- Multimedia: Grand L. Bush / Q452552